# Foolproof
De Engelse termen foolproof, idiot proof, monkey proof en de Duitse term Narrenfest zijn goeddeels onderling uitwisselbaar. Ze betekenen zoveel als "bestand tegen ondeskundig, dom of foutief gebruik".
De Engelse termen worden ook in het Nederlands veel gebruikt omdat er eigenlijk geen goed ingeburgerd Nederlands equivalent voor is, zoals het Duits met idiotensicher of narrensicher die wel kent. De Nederlandse vertaling idiootbestendig is aanzienlijk minder gangbaar en dekt bovendien de betekenis in de zin van gebruiksvriendelijkheid minder goed.
In de Amerikaanse cultuur bestaat ook een Japanse term voor deze begrippen: poka yoke (een poka is een – onbedoelde – fout en yoke is 'voorkómen').
Hoewel de termen vooral furore hebben gemaakt in de IT-branche (om onder andere gebruiksvriendelijkheid en stabiliteit aan te geven), is het gebruik geenszins tot de computerindustrie beperkt. Veel eerder al is op tal van andere gebieden bij het ontwerp van gebruiksvoorwerpen en apparatuur het belang ingezien van rekening houden met, en zo mogelijk voorkomen van, (onbedoeld) dom of foutief handelen door de gebruiker.

## Fouttolerant
"Idiootbestendig" is nauw verwant aan het begrip fouttolerant, maar het essentiële verschil zit hem in de benadering dat fouttolerante systemen vooral proberen fouten in het ontwerp van het systeem zelf op te vangen, of ellende te voorkomen die zou kunnen ontstaan als delen van het systeem falen of defect raken, terwijl foolproofing probeert onjuist handelen van de gebruiker op te vangen.

## Toepassingen

### Elektro-industrie
De meeste typische voorbeelden uit de elektrotechniek zijn de vele (contra)stekkerontwerpen die het onmogelijk moeten maken verschillende modules of apparaten anders dan bedoeld op elkaar aan te sluiten. Opvallend detail hierbij is dat dit in Nederland voor het normale lichtnet (de 230-voltaansluitingen) volledig mis is gelopen, in die zin dat apparaten die een aansluiting op een contactdoos met aarde vereisen, gewoon in een stopcontact zonder aarde kunnen worden gestoken en mogelijk gevaar voor de gebruiker kunnen opleveren.
Gevaarlijke apparaten zoals hydraulische snijmachines waarmee hele stapels papier in één keer gesneden kunnen worden, zijn beveiligd met elektrische schakelingen. Om het mes naar beneden te krijgen moeten twee knoppen en een pedaal tegelijkertijd worden ingedrukt. Deze zijn zodanig ver van het mes geplaatst, dat het onmogelijk is om zichzelf te snijden zonder het systeem te saboteren. Uiteraard zijn er toch altijd mensen die hierin slagen, door bijvoorbeeld een kurk te slaan in een van de veiligheidsknoppen.

### Auto-industrie
Een bekend voorbeeld van foolproofing uit de autotechniek is de invoering van nauwere vulopeningen voor de benzinetank (en overeenkomstige tankpistolen) bij de introductie van loodvrije benzines om te voorkomen dat mensen per ongeluk loodhoudende benzine konden tanken en daarmee de katalysator zouden vernielen. Andere voorbeelden van het inperken van de mogelijkheid stommiteiten te begaan zijn bijvoorbeeld inrichtingen om te voorkomen dat de motor gestart kan worden als de transmissie niet in 'vrij' of 'parkeren' (bij een automaat) staat, of juist een vergrendeling waarmee de sleutel pas uit het contact kan worden genomen wanneer de parkeerstand is gekozen, om te voorkomen dat de wagen na het uitstappen nog weg kan rollen. Ook simpele waarschuwingssignalen, zoals een pieptoon wanneer bij het uitstappen de lampen nog branden, kunnen in hetzelfde licht worden gezien, maar zijn wel beduidend makkelijker door de gebruiker te negeren en dus minder effectief.

### Computerindustrie
In de computerindustrie worden termen als foolproof gebruikt wanneer computersoftware zo gebruiksvriendelijk en stabiel is, dat de grootste digibeet ermee om kan gaan, of als gebruikers de werking van het programma of besturingssysteem op geen enkele manier onbewust kunnen saboteren.
De vraag welke software nu precies idiotproof is, is aan discussie onderhevig. Microsoft Windows bijvoorbeeld wordt vaak gezien als gebruiksvriendelijk, maar over de kwestie of het systeem idiot proof is, zijn de meningen sterk verdeeld. Over het algemeen wordt er gezegd dat als software eenmaal idiootbestendig is, er een betere idioot wordt uitgevonden.
Maar niet alleen bij het ontwerp van programmatuur wordt aandacht besteed aan het voorkomen van gebruikersfouten, ook bij het ontwerp van de hardware kan dit een rol spelen. Zo is bijvoorbeeld het schuin afgesneden hoekje van 3,5-inchdiskettes (mede) bedoeld om te voorkomen dat de floppies ondersteboven in een diskettestation gestoken kunnen worden. Overigens lukt dit toch indien er genoeg kracht wordt uitgeoefend; en dan is het resultaat ernstiger, doordat meteen het apparaat ook vernield is. Ook de keuze van uitvoeringsvormen voor de diverse stekkerverbindingen kan fouten bij het aansluiten van randapparatuur voorkomen: hiervan is USB een voorbeeld, dat twee verschillende stekkers gebruikt (één voor in de computer en een voor in het aangesloten randapparaat) waarmee voorkomen wordt dat twee computers of twee randapparaten op elkaar worden aangesloten. Dit is in sommige gevallen echter ook weinig idiootbestendig ontworpen: sommige stekkertypen worden gebruikt door verschillende interfaces die niet compatibel met elkaar zijn, waardoor verkeerd aansluiten en schade alsnog mogelijk blijven).

## Trivia
- "You can't make anything idiot proof because idiots are so ingenious." (Ron Burns, schrijver, journalist en columnist)
- "Nothing is foolproof for a sufficiently talented fool" (Niets is idiootbestendig voor een idioot met voldoende talent.)
- "If you make a program fool-proof, someone will just invent a better fool.", (Programming the IBM Interface)
- “A common mistake that people make when trying to design something completely foolproof is to underestimate the ingenuity of complete fools.”  (Douglas Adams, Mostly Harmless)
- Er zijn door de jaren heen diverse films uitgebracht met titels die aan dit onderwerp refereren, zoals:
  - Fool Proof (1923)
  - Fool Proof (1936)
  - Foolproof Plan (2001)
  - Fool Proof (2001) en
  - Foolproof (2003)